# ジュルジェヴダン

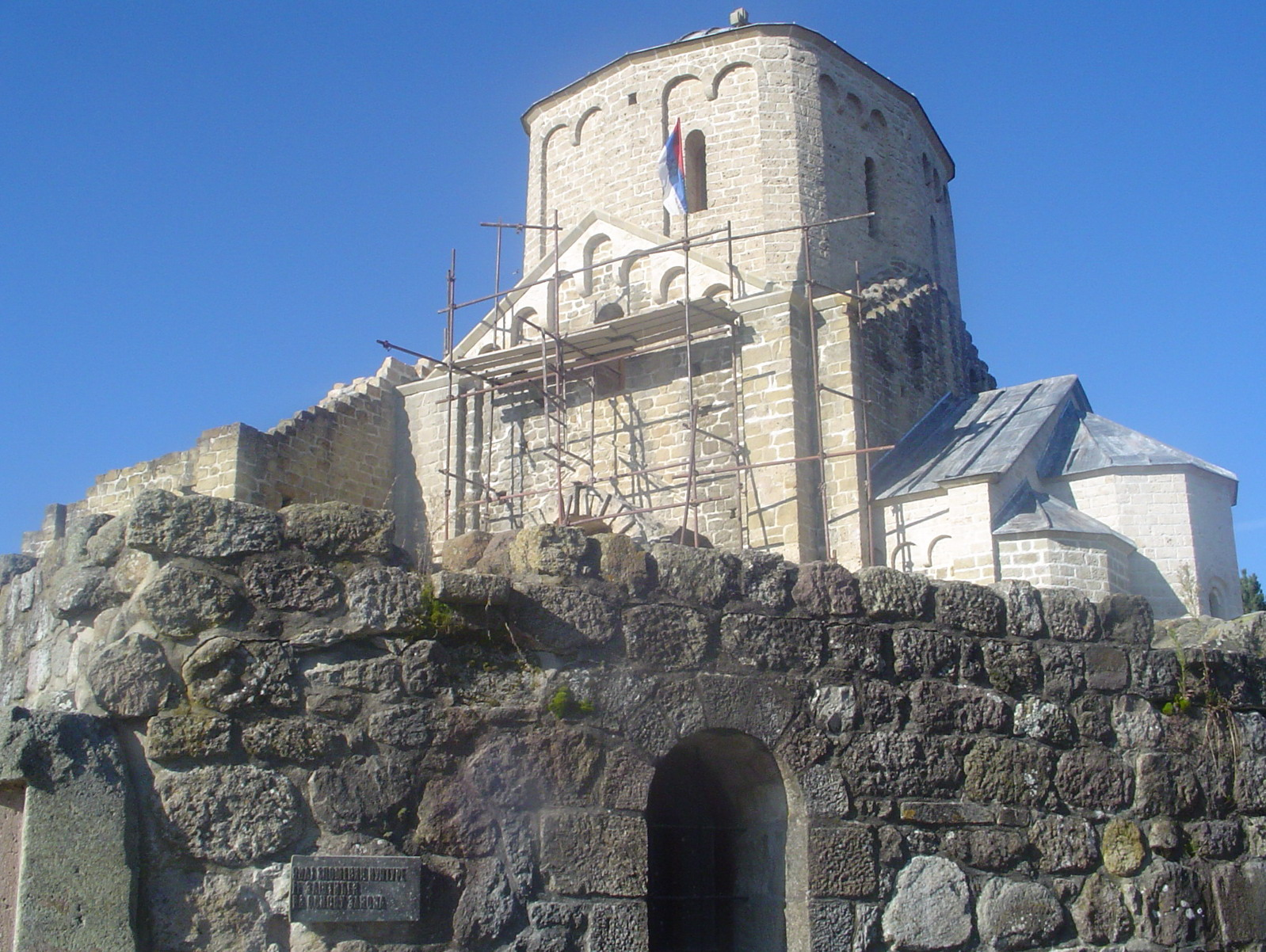
セルビア、スタリ・ラスにあるジュルジェヴィ・ストゥポヴィ修道院。聖ゲオルギオス（聖ゲオルギイ、聖ジョルジェ）を記念して12世紀にセルビアの王ステファン・ネマニャによって建てられた正教会の修道院である

ジュルジェヴダン（セルビア語:Ђурђевдан / Đurđevdan）あるいはユリェヴォ（クロアチア語:Jurjevo）は、南スラヴ人の祝日であり、聖ゲオルギオスの日にあたるユリウス暦の4月23日（グレゴリオ暦で5月6日）がこれにあたる。ジュルジェヴダンには多くのセルビア人の家庭がスラヴァを迎え、彼らにとって重要な祭日となっている。また、この祭日は古来よりの春の訪れを祝う風習を引き継いでいる。聖ゲオルギオスはキリスト教の信仰を守るために殉教したとされており、ゲオルギオスを描いたイコンでは馬にまたがり竜を退治する姿が描かれる。ジュルジェヴダンはセルビアやモンテネグロ、ボスニア・ヘルツェゴヴィナや、世界各地のセルビア人ディアスポラを含む、多くのセルビア人によって祝福される。
クロアチアでは、カトリック教徒による聖ゲオルギオスの祝日、ユリェヴォがあり、グレゴリオ暦の4月23日に祝福される。ユリェヴォは、クロアチアの田舎、特に北中部のトゥロポリェ (Turopolje) やゴルニャ・ストゥビツァ (Gornja Stubica) などでおもに祝福される。古来よりの伝統では、この日は春の訪れを告げる日であった。この祭りはたいまつが用いられる点で、北欧などで春の訪れを告げる古来の祭りであるヴァルプルギスの夜と似ている。トゥロポリェでは、ユリェヴォはスラヴ神話と関連づけられ、5人の美しい乙女が選ばれ、スラヴ神話の女神ドドラ (Dodola) を演じる。彼女らは木の葉を身にまとい、祭日中歌い続ける。
コソボ南部に住むゴーラ人もこのジュルジェヴダンを祝う習慣がある。彼らはスラヴ人のムスリムであり、オスマン帝国統治下の18世紀にグロボチツァ (Globočica) 周辺で正教会からイスラム教に改宗した人々の末裔である。改宗後もキリスト教徒であった頃の文化を一部受け継いでおり、ジュルジェヴダンも残っている。教会法上の正当性が広く認知されていないモンテネグロ正教会でもこの祝日を祝っている。
ジュルジェヴダンのある4月23日は旧ユーゴスラビア地域のロマの間でも需要な祭日であり、ロマ語ではエデルレジ (Ederlezi) と呼ばれる。ヘルデリェズ (Herdeljez)、エルデレジ (Erdelezi) 等とも呼ばれるが、その語源はトルコ語のフドゥレルレズ (Hıdırellez) である。
エデルレジは、春の到来を告げる祭日として、彼らの間で最も大切な祝日である。この日、ロマの伝統では、彼らの家々に花や、花のついた小枝を飾り、春を迎える。入浴にも花を用い、教会の泉で手を洗う。そして、家の壁を洗い、春の訪れに備える。祭りの当日には、羊肉を食べることが一般的である。ロマ音楽はこの祭日には欠くことのできないものである。エデルレジの日には舞踊や歌唱、そしてブラスバンドの演奏が見られる。
ボスニア・ヘルツェゴヴィナでは、主要な宗教的祭日は、信仰を違える者も含めて全ての民族で祝福されているが、ユーゴスラビア社会主義連邦共和国の崩壊、ボスニア・ヘルツェゴヴィナ紛争の中で、宗教的祭日が、宗教の違い・民族の違いを示す指標となり、民族主義的なアピールに利用されるようになると、そうした伝統は衰えた。ローマ・カトリック教会のクリスマス、正教会のクリスマス、そして2つのイスラム教の祝日は全ての民族で認知されており、ジュルジェヴダンも同様に、正教会と関連が強く、したがってセルビア人の祭日とみなされていたが、宗教の異なる他の民族でもこの日を祝う習慣がある。メシャ・セリモヴィッチ (Meša Selimović) の小説「死とダルヴィーシュ」では、熱心なムスリムである主人公がこの祝日を危険な異教の残滓だと主張するが、物語の終わりに街で全ての民族がこの日を祝っている（この街はサラエヴォであるといわれている）。
「ジュルジェヴダン」はセルビアの楽曲の名としてもよく知られている。この曲はロマ民謡「エデルレジ」のカバー曲であり、ユーゴスラビアのロック・バンド、ビイェロ・ドゥグメ (Bijelo dugme) によって1988年に発表された。